# مت گرینیگ
مت گرِینینگ(به انگلیسی: Matt Groening) کارتونیست، تهیه‌کننده و فیلم‌نامه‌نویس آمریکایی است. وی تهیه‌کننده اصلی مجموعه‌های سیمپسون‌ها، فیوچراما و افسون‌زادیی است. در سال ۱۹۹۷، گرونینگ و نویسنده پیشین سیمپسون ها، دیوید ایکس کوهن، مجموعه انیمیشنی فیوچراما را در مورد زندگی در سال ۳۰۰۰ ساختند که در سال ۱۹۹۹ به نمایش درآمد. در سال ۲۰۰۸ توسط Comedy Central برای ۵ سال دیگر انتخاب شد. سپس در نهایت توسط هولو برای احیای دیگری در سال ۲۰۲۳ انتخاب شد. در سال ۲۰۱۶، گرونینگ سریال جدیدی را برای نتفلیکس به نام افسون‌زدایی ساخت که در آگوست ۲۰۱۸ به نمایش درآمد. گرونینگ برنده ۱۳ جایزه امی پرایم تایم، ۱۱ جایزه برای سیمپسون ها و ۲ جایزه برای فوتوراما، و یک جایزه کمدی بریتانیایی برای "سهم برجسته در کمدی" در سال ۲۰۰۴ است. در سال ۲۰۰۲، او برنده جایزه ملی کاریکاتوریست انجمن کاریکاتوریست روبن برای کارش در زندگی در جهنم شد. . او در ۱۴ فوریه ۲۰۱۲ در پیاده روی مشاهیر هالیوود یک ستاره دریافت کرد.

## اوایل زندگی
گرونینگ در ۱۵ فوریه ۱۹۵۴ در پورتلند، اورگان،میان پنج فرزند متولد شد (برادر بزرگتر مارک و خواهر پتی در سال ۱۹۵۰ و ۱۹۴۳ به دنیا آمدند، در حالی که خواهران کوچکتر لیزا و مگی در به ترتیب ۱۹۵۶ و ۱۹۵۸). مادر نروژی-آمریکایی او، مارگارت روث (با نام مستعار ویگوم؛ ۲۳ مارس ۱۹۱۹ - ۲۲ آوریل ۲۰۱۳)، زمانی معلم بود، و پدر آلمانی کانادایی او، هومر فیلیپ گرونینگ (۳۰ دسامبر ۱۹۱۹ - ۱۵ مارس ۱۹۹۶)  فیلمساز، تبلیغ کننده، نویسنده و کاریکاتوریست بود. هومر، متولد مرکز اصلی، ساسکاچوان، کانادا، در خانواده ای به زبان پلات‌دیچ بزرگ شد. گرونینگ در پورتلند بزرگ شد و در مدرسه ابتدایی Ainsworth و دبیرستان لینکلن شرکت کرد. پس از فارغ‌التحصیلی از دبیرستان در سال ۱۹۷۲،گرونینگ در کالج ایالتی اورگرین در المپیا، واشنگتن، یک مدرسه هنرهای لیبرال که او به عنوان یک کالج هیپی، بدون نمره یا کلاس‌های الزامی توصیف کرد، تحصیل کرد که همه افراد عجیب و غریب را به خود جذب می‌کرد. شمال غربی. او به عنوان سردبیر روزنامه دانشگاه، کوپر پوینت ژورنال، که همچنین برای آن مقاله می نوشت و کاریکاتور می کشید، خدمت کرد. او پس از اینکه متوجه شد که او نامه ای از طرفداران خود به جوزف هلر، یکی از نویسندگان مورد علاقه گرونینگ، نوشته است، با لیندا بری، کاریکاتوریست دیگر دوست شد و پاسخی دریافت کرده است. گرونینگ بری را به عنوان "احتمالاً بزرگترین الهام بخش نسبت داده است. او اولین بار پس از تماشای فیلم انیمیشن دیزنی صد و یک دالماسی به کارتون علاقه مند شد، و او همچنین از رابرت کرامب، ارنی بوشمیلر نام برده است. رونالد سرل،مونتی پایتون، و چارلز ام. شولز به عنوان الهام بخش. گرونینگ در سال ۱۹۷۷ با مدرک لیسانس در رشته روزنامه نگاری فارغ التحصیل شد. 

## حرفه
اوایل حرفه
گرونینگ در سال ۱۹۷۷ در سن ۲۳ سالگی به لس آنجلس نقل مکان کرد تا نویسنده شود. او کارهایی را پشت سر گذاشت که به عنوان «یک سری کارهای زشت» از جمله نقش اضافی در فیلم تلویزیونی «وقتی هر روز چهارم ژوئیه بود»، میز اتوبوس، شستن ظروف در خانه سالمندان، منشی بودن در فروشگاه رکورد پیتزا شیرین بیان هالیوود، محوطه سازی در یک تصفیه خانه فاضلاب، و راننده و ارواح نویسی برای یک کارگردان بازنشسته غربی.
زندگی در جهنم
گرونینگ زندگی در لس آنجلس را در قالب کتاب مصور زندگی در جهنم که توسط خود منتشر شد، برای دوستانش توصیف کرد، که به طور آزادانه از فصل "چگونه به جهنم برویم" در کتاب نقد دین و فلسفه والتر کافمن الهام گرفته شده بود. گرونینگ کتاب کمیک را در گوشه کتاب پیتزا شیرین بیان، فروشگاهی که او در آن کار می کرد، توزیع کرد. او اولین فروش حرفه ای کارتون خود را به مجله آوانگارد Wet در سال ۱۹۷۸ انجام داد. این نوار، با عنوان "کلمات ممنوع"، در شماره سپتامبر / اکتبر آن سال ظاهر شد.
گرونینگ در لس آنجلس ریدر، یک روزنامه جایگزین تازه تأسیس، که مقالاتی را ارائه می کرد، حروفچینی، ویرایش و پاسخگویی به تلفن ها، استخدام شده بود. او کاریکاتورهای خود را به سردبیر، جیمز وول نشان داد، که تحت تأثیر قرار گرفت و در نهایت به او جایی در روزنامه داد. زندگی در جهنم اولین بار رسمی خود را به عنوان یک کمیک استریپ در Reader در ۲۵ آوریل ۱۹۸۰ انجام داد. ووول همچنین در سال ۱۹۸۲ ستون موسیقی هفتگی خود، "Sound Mix" را به گرونینگ داد. با این حال، ستون به ندرت در مورد موسیقی بود، زیرا او اغلب در مورد "شوق های مختلف، وسواس ها، ناراحتی های حیوانات خانگی و مشکلات" خود می نوشت.  در تلاش برای افزودن موسیقی بیشتر به ستون، او "فقط چیزهایی درست کرده است"،  گروه های داستانی و رکوردهای موجود را سرهم می کند و مرور می کند. در ستون هفته بعد، او به ساختن همه چیز در ستون قبلی اعتراف می کرد و سوگند یاد می کرد که همه چیز در ستون جدید درست است. سرانجام از او خواسته شد که ستون «موسیقی» را رها کند. در میان طرفداران ستون هری شیرر بود که بعداً صداپیشه سیمپسون ها شد.
زندگی در جهنم تقریباً بلافاصله رایج شد. در نوامبر ۱۹۸۴، دبورا کاپلان، دوست دختر و همکار گرونینگ در آن زمان در ریدر، پیشنهاد کرد که «عشق جهنم است»، مجموعه‌ای از نوارهای زندگی در جهنم با مضمون رابطه، در قالب کتاب منتشر کند. این کتاب که یک ماه بعد منتشر شد، موفقیتی زیرزمینی داشت و در دو چاپ اولش ۲۲۰۰۰ نسخه فروخت. اثر به زودی جهنم است، همچنین توسط Caplan منتشر شد. به زودی پس از آن، کاپلان و گرونینگ ترک کردند و شرکت زندگی در جهنم را که تجارت برای زندگی در جهنم را انجام می داد، تشکیل دادند. گرونینگ همچنین Acme Features Syndicate را راه‌اندازی کرد، که در ابتدا زندگی در جهنم و همچنین آثاری از لیندا بری و جان کالاهان را سندیکا کرد، اما در نهایت فقط زندگی در جهنم را سندیکا کرد. در پایان انتشار، زندگی در جهنم در ۲۵۰ روزنامه هفتگی منتشر شد و در مجموعه‌ای از کتاب‌ها از جمله مدرسه جهنم، کودکی جهنم، کتاب بزرگ جهنم، و کتاب عظیم جهنم گلچین شده است. اگرچه گرونینگ پیشتر گفته بود، "من هرگز از کمیک استریپ دست نمی کشم. این پایه و اساس من است استریپ ۱۶ ژوئن ۲۰۱۲، پایان زندگی در جهنم را نشان داد. پس از پایان گرونینگ این استریپ، مرکز مطالعات کارتون پوستری را سفارش داد که به افتخار کار گرونینگ ارائه شد. پوستر حاوی کاریکاتورهای ادای احترام ۲۲ نفر از دوستان کاریکاتوریست گرونینگ بود که تحت تأثیر زندگی در جهنم بودند.

منابع
مت گرینیگ